# Rainer Henke
Rainer Henke (* 1951 in Oldenburg) ist ein deutscher Klassischer Philologe (Latinist).

## Leben
Nach dem Abitur in Emmerich studierte Henke an den Universitäten Tübingen und Münster Latein und Sport auf Lehramt. Nach dem Ersten Staatsexamen (1975) folgte ein Aufbaustudium der Fächer Griechisch und Philosophie, das Henke 1978 ebenfalls mit dem Ersten Staatsexamen abschloss. Anschließend arbeitete er als wissenschaftlicher Assistent am Lehrstuhl von Christian Gnilka, bei dem er 1981 promoviert wurde. Anschließend arbeitete er als wissenschaftlicher Mitarbeiter am Institut für Klassische Philologie, ab 1982 als Studienrat im Hochschuldienst, ab 1986 als Oberstudienrat. 1996 habilitierte er sich, im Dezember 2001 wurde er zum außerplanmäßigen Professor ernannt. 2014 wurde er pensioniert.
Henke beschäftigt sich mit der lateinischen Literatur, besonders mit den Schriften der Kirchenväter und der christlichen Dichter. In seiner Dissertation untersuchte er einen Hymnus des Prudentius, in seiner Habilitationsschrift die Homilien des Heiligen Basilius und des Heiligen Ambrosius zum Hexaemeron (Schöpfungsgeschichte). Darüber hinaus verfasste er mehrere Aufsätze, in denen er den Sprachgebrauch verschiedener römischer Autoren und die Rezeption paganer Dichtung bei den christlichen Schriftstellern untersuchte.

## Schriften (Auswahl)
- Studien zum Romanushymnus des Prudentius. Frankfurt am Main/Bern/New York 1983 (Europäische Hochschulschriften, Reihe XV: Klassische Sprachen und Literaturen 27; Dissertation)
- Lateinische Elementarwortkunde zu frühchristlichen Autoren. Münster 1990
- Basilius und Ambrosius über das Sechstagewerk. Eine vergleichende Studie. Basel 2000 (ΧΡΗΣΙΣ 7; Habilitationsschrift)
- Der Vogel Phönix im Altertum: Mythos und Symbolik. Münster 2020, ISBN 978-3-402-24602-3